# Sante Veronese
Sante Veronese (Veneza, 12 de julho de 1684 - Pádua, 1º de fevereiro de 1767) foi um cardeal do século XVIII

## Biografia
Nasceu em Veneza em 12 de julho de 1684. De família patrícia. Filho de Giulio Veronese e Anna Vendramina. Seu primeiro nome também está listado como Sanzio; e seu sobrenome como Veronesi.
Estudos iniciais em casa; depois, foi enviado para o Somaschan Collegio Nazareno, em Roma, onde estudou filosofia e teologia; mais tarde, estudou na Universidade de Pádua, onde obteve o doutorado em utroque iure , tanto em direito canônico quanto em direito civil, em 30 de dezembro de 1709.
Depois de terminar os estudos em Pádua, foi para Roma aperfeiçoar os estudos. Nomeado cônego do capítulo da catedral de Pádua pelo Cardeal Giorgio Cornaro, arcebispo-bispo de Pádua, em 1708; mais tarde ele se tornou tesoureiro cônego.
Ordenado em 4 de agosto de 1709. O Cardeal Cornaro nomeou-o vigário geral de Pádua; ele manteve o cargo sob os bispos Giovanni Minotto e Carlo Rezzonico, futuro Papa Clemente XIII. O Papa Bento XIV quis nomeá-lo arcebispo titular de Famagusta; e mais tarde bispo de Treviso, mas recusou humildemente. O novo Papa Clemente XIII, quando eleito para o papado, nomeou-o administrador da Sé de Pádua.
Eleito bispo de Pádua em 11 de setembro de 1758. Consagrado (sem data ou local encontrado), pelo cardeal Antonio Marino Priuli, bispo de Vicenza, auxiliado por Paolo Francesco Giustiniani, bispo de Treviso, e por Niccolo Antonio Giustiniani, bispo de Torcello. Ele tomou posse da sé em 19 de novembro de 1758.
Criado cardeal sacerdote no consistório de 24 de setembro de 1759; o papa enviou-lhe o barrete vermelho com o capataz papal Monsenhor Francesco Fantini, camareiro particular participante; em cerimônia solene, o cardeal Marino Priuli, bispo de Vicenza, impôs-lhe o barrete; por causa de sua idade e problemas de saúde, ele nunca foi a Roma para receber o barrete vermelho e o título.
Morreu em Pádua em 1º de fevereiro de 1767. Exposto na catedral de Pádua, onde ocorreu o funeral solene no dia 3 de fevereiro seguinte; e sepultado nessa mesma catedral com elogio esculpido em mármore (4) . A oração fúnebre foi proferida por Monsenhor Gaetano Cognolato, reitor do seminário de Pádua; foi impresso em 1767, com uma breve biografia do falecido cardeal. Ele escreveu várias cartas pastorais que foram impressas. Em 1783, Dom Giovanni Nani, bispo de Brescia, mandou imprimir a obra do Cardeal Veronese, De necessaria fidelium communione cum Apostolica Sede